# 德安里 (揭阳市)
23°26′11″N 116°12′44″E / 23.43639°N 116.21222°E
德安里，位于中国广东省普宁市洪阳镇，为揭阳市普宁市的一个省级级文物保护单位，类型为近现代重要史迹及代表性建筑，历史年代为清同治－光绪，公布时间为2008年。
德安里是清末广东水师提督方耀与其兄弟共同营建的家族集府第式村落。